# 赤神山

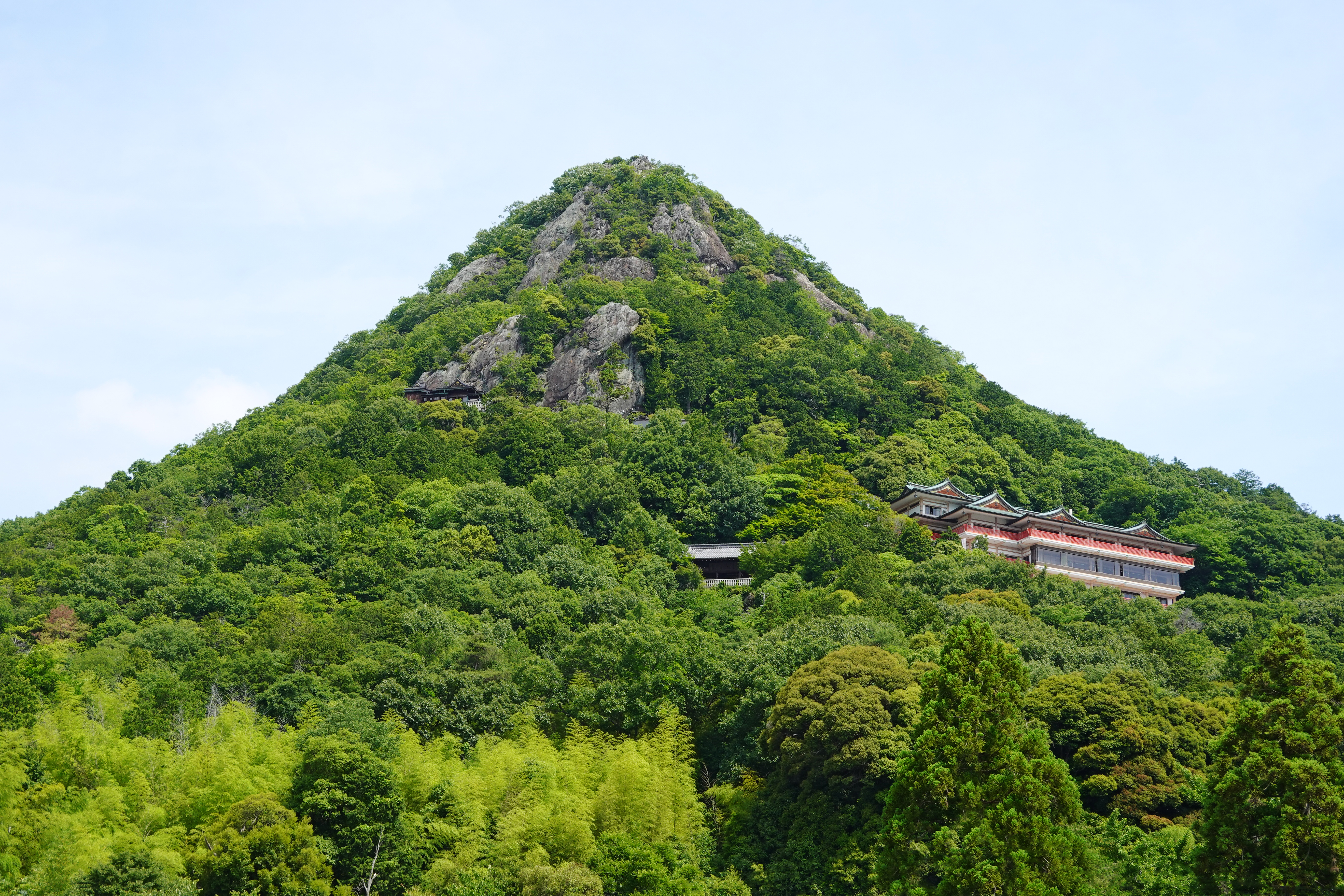
頂上部

赤神山（あかがみやま）は、滋賀県東近江市にある山である。西に琵琶湖を望む。標高357.2ｍ。別名を太郎坊山という。

## 概要
太郎坊宮・阿賀神社の御神体の山とされており、中腹に神社の建物が散在する。山頂には神社本殿の手前から分岐する登山道があるが、御神体であるため、登山前に本殿で参拝するよう求める表示がある。ピラミッド状の山には奇岩が多く存在する。

## 施設
太郎坊宮・阿賀神社にトイレ・自販機・展望台などがある。

## 最寄り駅
- 近江鉄道太郎坊宮前駅から北へ徒歩20分程で登山口。さらに10分程度で本殿。さらに20分程度で山頂。
- 自動車だと中腹の社務所付近の駐車場まで登ることができる。山麓にも駐車場がある。